# Anatomija
Anatomija (iz grščine anatemnō, izrežem, iz ἀνά τέμνω) je veda biologije, ki preučuje zgradbo živih bitij, zlasti človeka in živali. Je tesno povezana z embriologijo, primerjalno anatomijo (primerja zgradbo različnih živalskih vrst), evolucijsko biologijo in evolucijo. Anatomija človeka je ena od temeljnih ved medicine.
Najstarejši zgodovinski zapisi o anatomskih študijah segajo v obdobje Starega Egipta. Velik del zgodovine so se anatomi zanašali predvsem na seciranje kot glavno tehniko. Zaradi medicinskega pomena je človeško telo že od takrat osrednji subjekt, zato včasih besedo anatomija uporabljamo kar kot sopomenko anatomije človeka. V 18. in 19. stoletju se je razmahnila primerjalna anatomija, ki je pomembno prispevala k razvoju teorije evolucije. 20. stoletje je zaznamoval bliskovit napredek tehnike, ki omogoča mnogo natančnejše in manj destruktivne pristope k preučevanju (radiografija, slikanje z magnetno resonanco ipd.).

## Opredelitev
Anatomija je veja biologije, ki preučuje zgradbo in organizacijo živih bitij ter na podlagi izsledkov sklepa o funkciji in evoluciji preučevanih struktur. Za slednji cilj je pomembna primerjalna anatomija, ki na osnovi podobnosti in razlik v zgradbi različnih organizmov izpeljuje njihovo sorodnost.
Anatomijo lahko ločimo na:
- makroskopsko anatomijo – preučuje zgradbo telesa, vidno s prostim očesom;
- mikroskopsko anatomijo (specialno histologijo) – preučuje drobno zgradbo organov, vidno s svetlobnim mikroskopom.

Glede na subjekt ločimo anatomijo živali in anatomijo rastlin. Anatomija človeka je tradicionalno panoga medicine, ki se ukvarja specifično s človeško anatomijo.

## Živalska tkiva
Kraljestvo živali je večinoma sestavljeno z večceličnih organov in so večinoma večcelični organizmi. Ob evolucijski teoriji se tkiva specializirajo za specifične naloge(eumetazoans). Tako se napravi notranja organska votlina z eno ali dvema odprtinama: gametes nastanejo v večceličnih spolnih organih, zigote v njihovem embrioničnem razvoju. To ne velja za spužve, kjer ni diferenciacije.
Za razliko od rastinskih celic, živalske celice nimajo prave celične stene niti kloroplastov. Vakuol so manjše. Celični organeli imajo sestavo, kjer je skupen obstoj fosfolipidom, citoplazme in celičnega jedra. Pretok snovi med celicami večinoma poteka preko plasti ektoderme, mezoderme in endoderme. Živalska tkiva delimo na epitelna, žleze, mišična, živčna in vezivna tkiva.

### Vezivna tkiva
Vezivna tkiva so namenjena predvsem ohranjanju stvari na prvotno mišljenih mestih. V večini primerov so celice, ki sestavljajo to tkivo, obdane z znatnimi količinami zunajceličnih snovi, ki jih izločajo same. Deluje tudi kot polnilna tkanina.
Med najpomembnejšimi zunajceličnimi snovmi so vlakna, sestavljena iz kolagena in elastina, ki tvorijo nekakšen okvir, ki ustvarja difuzijske prostore. Če ga primerjamo z epitelijskim tkivom, njene celice niso tako blizu in so obkrožene z zunajceličnimi snovmi, ki jih proizvajajo fibrociti, hondrociti, osteoblasti, osteociti in podobne celice. Te snovi so tiste, ki določajo specifične lastnosti tkiva. 
Konjunktivno tkivo predstavlja tudi proste celice, ki sodelujejo pri obrambi pred patogeni, ki so del imunskega sistema. A to ni vse. Vsebujejo ohlapno vezno tkivo, gosto, retikularno sluznico, fuzocelularno, hrustljavo, koščeno in maščobno tkivo.
Po drugi strani pa mora zunajcelična snov, ki je sestavni del okostja, strditi v procesu kalcifikacije..

### Epitelno tkivo
Epitelno tkivo je sestavljeno z zelo gosto postavljenimi celicami, ki ščitijo in ščitijo votle organe, embrio, vse izpostavljene površine, sluznico. Epitelno tkivo je polarno, njihova povezava na prečnem povezovanju. Kot tkivo se zelo hitro obnavlja, celice umrejo in nadomestijo jih nove celice na istem mestu. Na primer zelo vroča pijača bo uničila tkivo, ki ščiti sluznico in slino v ustih. Ta se bo kmalu obnovila, v času nekaj dni. Koža je na zunanji strani sestavljena iz epitelnega drobnega tkiva ploščnatih celic obogatenih s keratinom. Keratinociti sestavljajo skoraj 95% celic v koži. V bolj razvitih živalih so tudi žleze sestavljene iz epitelnega tkiva.

### Mišično tkivo
Mišično tkivo je odgovorno za gibanje naših okončin, srčni utrip in neprostovoljno gibanje črevesja.
Dva proteina s kontraktilnimi lastnostmi sta bistvena za tvorbo tega tkiva: filamenti aktina in miozina. Obstajajo tri vrste mišičnega tkiva: gladko, srčno in skeletno ali progasto. Gladko mišično tkivo deluje zbrano in enakomerno, najbolj tipično ga lahko opazujemo pri delovanje morske klobase. Progaste mišice prepoznamo na bicepsih in stegenskih mišicah. 

### Živčno tkivo
Živčno tkivo sestavljajo nevroni in nevroglijske celice. Za celice so značilne funkcije prevajanja, obdelave, shranjevanja in prenosa električne energije. Oblika celice je lahko nenavadno dolga in razvlečena za prenos informacije. V nekaterih počasno premikajočih morskih živalih se živci preoblikujejo v mrežo živcev, ki se aktivirajo hkrati (glej meduze). V večini živalih so živci povezani v snope vzdolžnih poti. V preprostih živalih receptor nevrona prejme dražljaj z celične membrane, V bolj zapletenih organizmih pa lahko celica premore kemične ali svetlobne receptorje, celo več različnih v eni celici, ti pa prenašajo sporočila po živčnem omrežju do drugega dela organizma. Nevroni so lahko povezani tudi v živčnih vozljih, obstajajo pa tudi še bolj centralizirani živčni sistemi. Nekateri živčni sistemi so namenjeni zgolj ohranjanju življenjskih funkcij, 

## Zgodovina
V drugem stoletju je starogrški zdravnik, anatom in filozof Galen napisal vplivno razpravo o anatomiji človeka, v kateri je združil dotedanje znanje ter svoja dognanja, ki jih je pridobil z disekcijami na živalih. Z vivisekcijami na živalih se je uvrstil med ene prvih eksperimentalnih fiziologov. Galenove anatomske skice, ki so temeljile predvsem na anatomiji psov, so postale praktično edini anatomski učbenik, ki se je uporabljal nadaljnjih tisoč let. Renesančnim zdravnikom je bilo njegovo dela dolgo poznano le preko arabske medicine, dokler ga niso prevedli neposredno iz grščine v latinščino.
Za začetnika sodobne znanstvene anatomije velja Andreas Vesalius (1514–1564). Vesalius, ki je študiral medicino, je spoznal, da Galenova anatomija ne temelji na humani sekciji ter začel, verjetno leta 1540, sistematično primerjati vse Galenove trditve z rezultati svojih sekcij. Avgusta leta 1542 je končal svoje veliko delo in ga pripravil za natis v sedmih knjigah z naslovom De humani corporis fabrica libri septem (O zgradbi človeškega telesa v sedmih knjigah). Vesaliusovo delo je pomenilo revolucionarni prispevek k anatomiji 16. stoletja in njegova knjiga je ostala anatomski učbenik še nadaljnjih dvesto let.